# Chipomafälle
Die Chipomafälle des Flusses Chimanabwe liegen in der Provinz Muchinga in Sambia in der Nähe des Ortes Chinsali am Tanzam Highway.

## Beschreibung
Die Chipomafälle sind eine Reihe von Wasserfällen und Schnellen auf einer Distanz von 500 Meter, auf denen der Fluss um 40 Meter fällt. Der Chimanabwe ist wasserreich und so bietet er hier ein beeindruckendes Naturschauspiel. Sie liegen im Muchinga-Gebirge, allerdings in einer Gegend, die nicht sehr frequentiert ist. Wer auf dem Tanzam Highway unterwegs ist, schenkt den Besonderheiten an der Strecke im Wilden Norden Sambias wenig Aufmerksamkeit.